# Bruder Kostka
Bruder Kostka (* 28. März 1868 als Josef Wasel in Allrath bei Grevenbroich; † 1. Dezember 1946 in St. Arnold) war ein Steyler Missionsbruder, dessen Heilung im Heiligsprechungsprozess des Ordensgründers Arnold Janssen eine bedeutsame Rolle spielte. Heute gibt es in St. Arnold und St. Wendel bereits „Bruder-Kostka-Gemeinschaften“, die seine Seligsprechung vorantreiben möchten.

## Leben
Josef Wasel wurde am 28. März 1868 in Allrath bei Grevenbroich als Sohn des Schafhirten Christian Wasel und dessen Ehefrau Josefina geboren. Er war das zweitälteste von insgesamt acht Kindern. Da er aufgrund seiner Konstitution schnell kränkelte, konnte er häufig die Schule nicht besuchen und versäumte sehr viel Unterricht. Den Überlieferungen zufolge hat er jedoch nie je einen Gottesdienst versäumt. Nach der Schulentlassung fand er zunächst Arbeit auf einem Bauernhof als Pferdeknecht.
Im Alter von 28 Jahren verließ Wasel entgegen dem Rat seiner Eltern und Freunde sein Elternhaus und wurde am 14. August 1896 in die Ordensgemeinschaft der Steyler Missionare aufgenommen, wo er nach einer viermonatigen Probezeit als Brudernovize eingekleidet und ins Noviziat aufgenommen wurde. Dabei erhielt er den Ordensnamen Bruder Kostka, nach dem jung verstorbenen Jugendpatron und polnischen Nationalheiligen Stanislaus Kostka. Nach zweijähriger Zeit als Novize legte Bruder Kostka am 11. November 1898 seine ersten Ordensgelübde ab.
Während er zunächst auf eine Entsendung in die Mission gehofft hatte, entsandte ihn der Ordensstifter zur Mithilfe beim Aufbau eines neuen Missionshauses in St. Wendel ins Saarland. Er traf am 14. Dezember 1898 auf dem Langenfelder Hof ein und wurde dort zum „Chef-Koch“ ernannt. 1911 zog er vom Hof um in das neue Missionshaus und war ab jetzt für die Herstellung der hauseigenen Limonade zuständig. Dort, in St. Wendel, blieb er bis zu der im Rahmen der als „Klostersturm“ angeordneten Beschlagnahme oder Verstaatlichung der Klöster durch die NS-Regierung im Spätsommer 1941 und gelangte über Zwischenstationen bei seinen Verwandten in Allrath und das Kloster St. Josef in Geilenkirchen 1944 in das Missionshaus St. Arnold, wo er auch nach Kriegsende auf eigenen Wunsch blieb und am 1. Dezember 1946 verstarb. Sein Grab befindet sich auf dem Klosterfriedhof in St. Arnold.
Eine als Wunder anerkannte Heilung seines Beinleidens wurde auf die Fürbitte des Ordensstifters Arnold Janssen
zurückgeführt und spielte in dessen Selig- und Heiligsprechungsprozess eine bedeutsame Rolle.

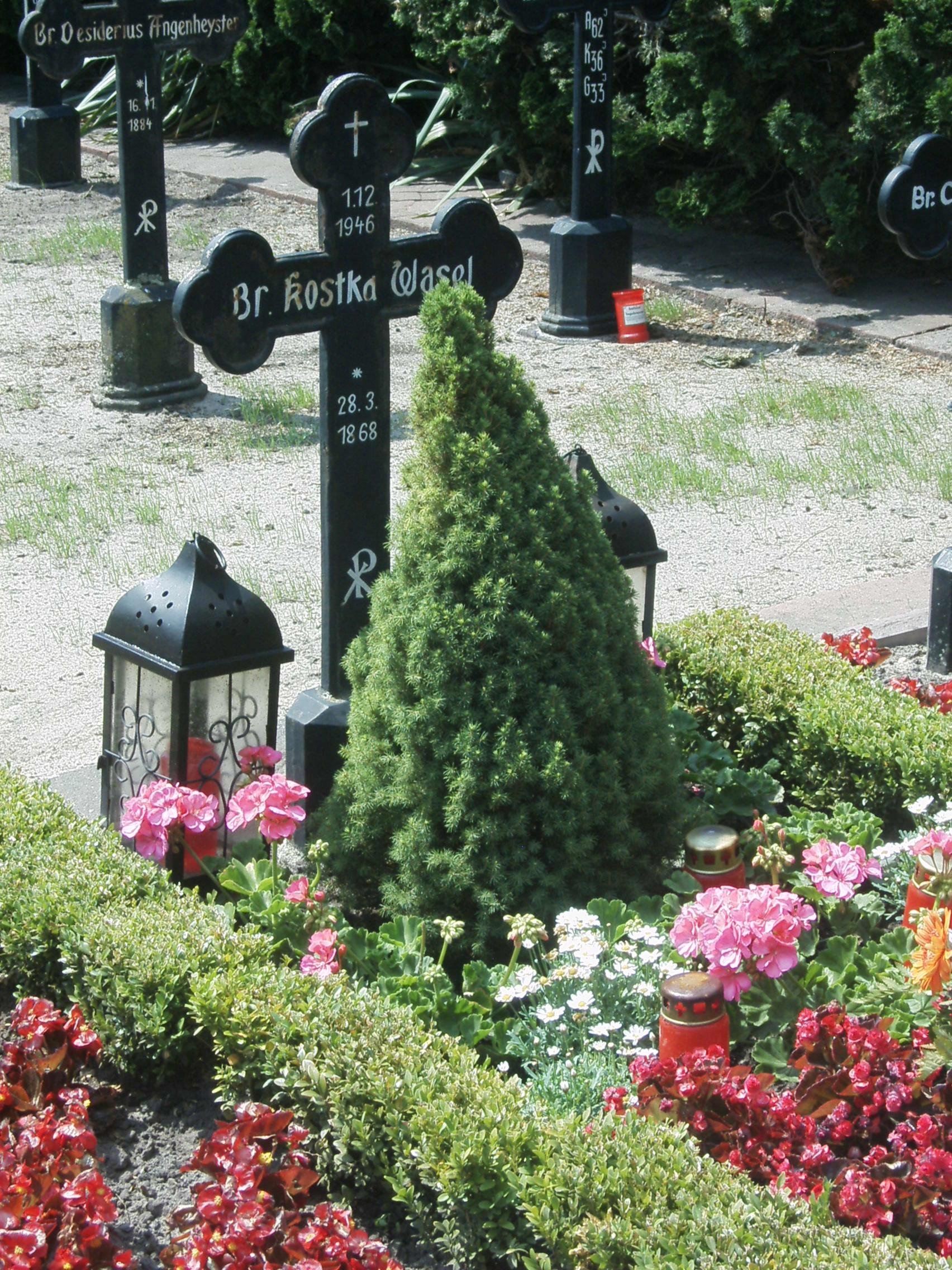
Grab des Bruders Kostka auf dem Missionsfriedhof in St. Arnold

Erst sehr spät wurde bekannt, dass Bruder Kostka während der Gottesdienste täglich die Passion Christi in Schauungen erlebte. Er offenbarte sich erst 1935 seinem Bruderspiritual und Beichtvater, der die in Kölschem Dialekt gegebenen Darstellungen ins Hochdeutsche übertrug und niederschrieb.
Von verschiedenen Mystik-Experten sind z. B. folgende Beurteilungen aktenkundig:
„Vorerst möchte ich Sie nochmals versichern, daß Sie die Schauung des gottbegnadeten Bruders unbedingt veröffentlichen dürfen. Sie tragen alle Merkmale der Echtheit an sich und stammen gewiß nicht aus eigener Phantasie und Überlegung, sondern vom Vater des Lichtes…“ (Cassut von Fellers, Kapuziner)
„Diese Mitteilungen tragen den Charakter hoher mystischer Begnadigung. Besonders tritt das Kernstück dafür, die cognitio Dei experimentalis, klar hervor. Die Visionen scheinen vielfach rein geistig, sine formis et imaginibus, gewesen zu sein, daher die Schwierigkeit, sie in Worten wiederzugeben. Einige Gründe scheinen dafür zu sprechen, dass die Begnadigungen nicht allein für ihn gegeben wurden, sondern, daß sie auch für andere nutzbar gemacht werden sollten…“ (P. Karl Richtstaetter, SJ)
„Wenn Mystik cognitio dei experimentals (Bonaventura) ist, d. h. persönlich-individuell erfahrenes, in Formen leib-seelischen irdischen Erlebens, unmittelbar mit der übernatürlichen Welt empfangenes Wahrnehmen göttlicher Wirklichkeiten ist, möchte ich das von Br. Kostka hinterlassene Schrifttum, mit Einschluss der zwei Heiligen und acht Seligen der SVD, als d e n Mystiker, der alle anderen Mitglieder unseres Ordens überragt, bezeichnen…“
(P. Dr. Eugen Rucker, SVD).
Bruder Kostka galt schon zu Lebzeiten als „heiligmäßiger Bruder“.